# Malehiv, Jovkva
Malehiv (în ucraineană Малехів) este o comună în raionul Jovkva, regiunea Liov, Ucraina, formată numai din satul de reședință.

## Demografie
Componența lingvistică a comunei Malehiv
     Ucraineană (98,42%)
     Alte limbi (1,45%)
Conform recensământului din 2001, majoritatea populației comunei Malehiv era vorbitoare de ucraineană (98,42%), existând în minoritate și vorbitori de alte limbi.